# Wilfred-Maus
Die Wilfred-Maus (Wilfredomys oenax) ist eine in Südamerika lebende Nagetierart aus der Gruppe der Neuweltmäuse.
Diese Nagetiere erreichen eine Kopfrumpflänge von bis zu 13 Zentimetern und eine Schwanzlänge von 19 Zentimeter, das Gewicht beträgt rund 35 bis 60 Gramm. Ihr Fell ist gelblich-grau gefärbt, die Schnauzenspitze ist rötlich.
Wilfred-Mäuse leben im südöstlichen Brasilien und in Uruguay. Ihr Lebensraum sind Wälder. Diese Tiere dürften sich sowohl am Boden als auch in den Bäumen aufhalten. Mageninhalte lassen auf grüne Pflanzenteile und Beeren als Nahrung schließen, sonst weiß man wenig über ihre Lebensweise.  Laut IUCN ist die Art nicht bedroht.
Die Wilfred-Maus ist der einzige Vertreter der Gattung Wilfredomys. Eine frühere zweite Art, W. pictipes, wird heute in Juliomys eingeordnet. 
Ihre systematischen Beziehungen zu anderen Neuweltmäusen sind unklar. Möglicherweise sind sie mit anderen Sigmodontinae Südostbrasiliens wie den Atlantischen Waldratten (Delomys) verwandt.